# Internationaler Sigmund-Freud-Preis für Psychotherapie
Der Internationale Sigmund-Freud-Preis für Psychotherapie (englische Eigenbezeichnung: Sigmund Freud Award) wird von der Stadt Wien gestiftet und seit 1999 vom World Council for Psychotherapy (WCP) verliehen.
Die Dotierung beträgt 7.000 Euro. Die Verleihung erfolgt entweder für ein Lebenswerk oder für hervorragende Projekte in der Weiterentwicklung der Psychotherapie, aber auch für herausragende wissenschaftliche Publikationen im Bereich der Psychotherapie.

## Preisträger
- 1999 Paul Parin, Schweiz; Daniel Stern, USA/Schweiz; Ntomchukwu Madu, Südafrika/Nigeria
- 2002 Jalil Benani, Marokko
- 2002 Horst Kächele, Deutschland
- 2002 Helmut Thomä, Deutschland
- 2002 Francine Shapiro, USA
- 2002 Hector Fernandez-Alvarez, Argentinien
- 2003 Vamik Volkan, USA
- 2005 Roberto Opazo Castro, Chile
- 2006 Peter Fonagy, Großbritannien
- 2008 Deutsch-Chinesische Akademie für Psychotherapie e. V., Deutschland
- 2009 Irvin D. Yalom, USA
- 2011 Helen Milroy, Aunty Lorraine Peeters, Kamilaroi Elder, Ruper Peters, Ginger Toby, alle Australien
- 2012 Otto F. Kernberg, USA
- 2015 David Orlinsky, USA[1]